# Bélgica en los Juegos Olímpicos de París 1900
Bélgica estuvo representada en los Juegos Olímpicos de París 1900 por un total de 64 deportistas que compitieron en 10 deportes.  

## Medallistas
El equipo olímpico belga obtuvo las siguientes medallas:
| Nombre | Deporte       | Competición                        |
| --- | ------------- | ---------------------------------- |
| Oro |               |                                    |
| Aimé Haegeman (Benton II) | Hípica        | Saltos ind.                        |
| Constant Van Langhendonck (Extra-Dry) | Hípica        | Salto largo                        |
| Emmanuel Foulon | Tiro con arco | Sur la perche à la herse M         |
| Hubert Van Innis | Tiro con arco | Au cordon doré 33 m M              |
| Hubert Van Innis | Tiro con arco | Au chapelet 33 m M                 |
| Plata |               |                                    |
| Georges Van Der Poele (Winsor Squire) | Hípica        | Saltos ind.                        |
| Jules De Bisschop Prosper Bruggeman Oscar De Somville Oscar De Cock Maurice Hemelsoet Marcel Van Crombrugge Frank Odberg Maurice Verdonck Alfred Van Landeghem | Remo          | Ocho con timonel (M8+) M           |
| Émile Druart | Tiro con arco | Sur la perche à la herse M         |
| Hubert Van Innis | Tiro con arco | Au cordon doré 50 m M              |
| Hubert Van Innis | Tiro con arco | Campeonato del Mundo M             |
| Equipo | Waterpolo     | Torneo M                           |
| Bronce |               |                                    |
| Equipo | Fútbol        | Torneo M                           |
| Georges Van Der Poele (Ludlow) | Hípica        | Salto de altura                    |
| Paul Van Asbroeck | Tiro          | Rifle militar en tres posiciones M |
| Charles Paumier du Verger | Tiro          | Rifle militar en pie M             |
| Louis Glineux | Tiro con arco | Sur la perche à la pyramide M      |